# Freziera
Freziera é um género botânico pertencente à família Pentaphylacaceae.
1. ↑  «Freziera — World Flora Online». www.worldfloraonline.org. Consultado em 19 de agosto de 2020